# Vol circulaire
Le vol circulaire est une discipline du modélisme aérien, pour laquelle les avions à moteur sont reliés à des câbles. Ces câbles, d'une longueur de 15 à 20 mètres sont reliés à une poignée de commande qui permet de piloter l'avion.
Le pilote ne maîtrise que la montée et la descente de l'appareil et évolue sur l'ensemble d'une demi-sphère.
Ce dispositif permet de faire voler les avions à des vitesses extrêmement importantes (jusqu'à 300 km/h pour les avions de vitesse).
Un autre avantage est de pouvoir faire voler des modèles de forme moins aérostables, ou moins aérodynamique, rendant possibles de plus grandes libertés artistiques de formes qu'en vol non captif. Il existe aussi des modèles beaucoup plus petits, par exemple un nano biplan de 12g et 18cm d'envergure, volant au bout d'un câble de 2m.
On peut commencer vers l'âge de 7 ans.

## Techniques de vol circulaire

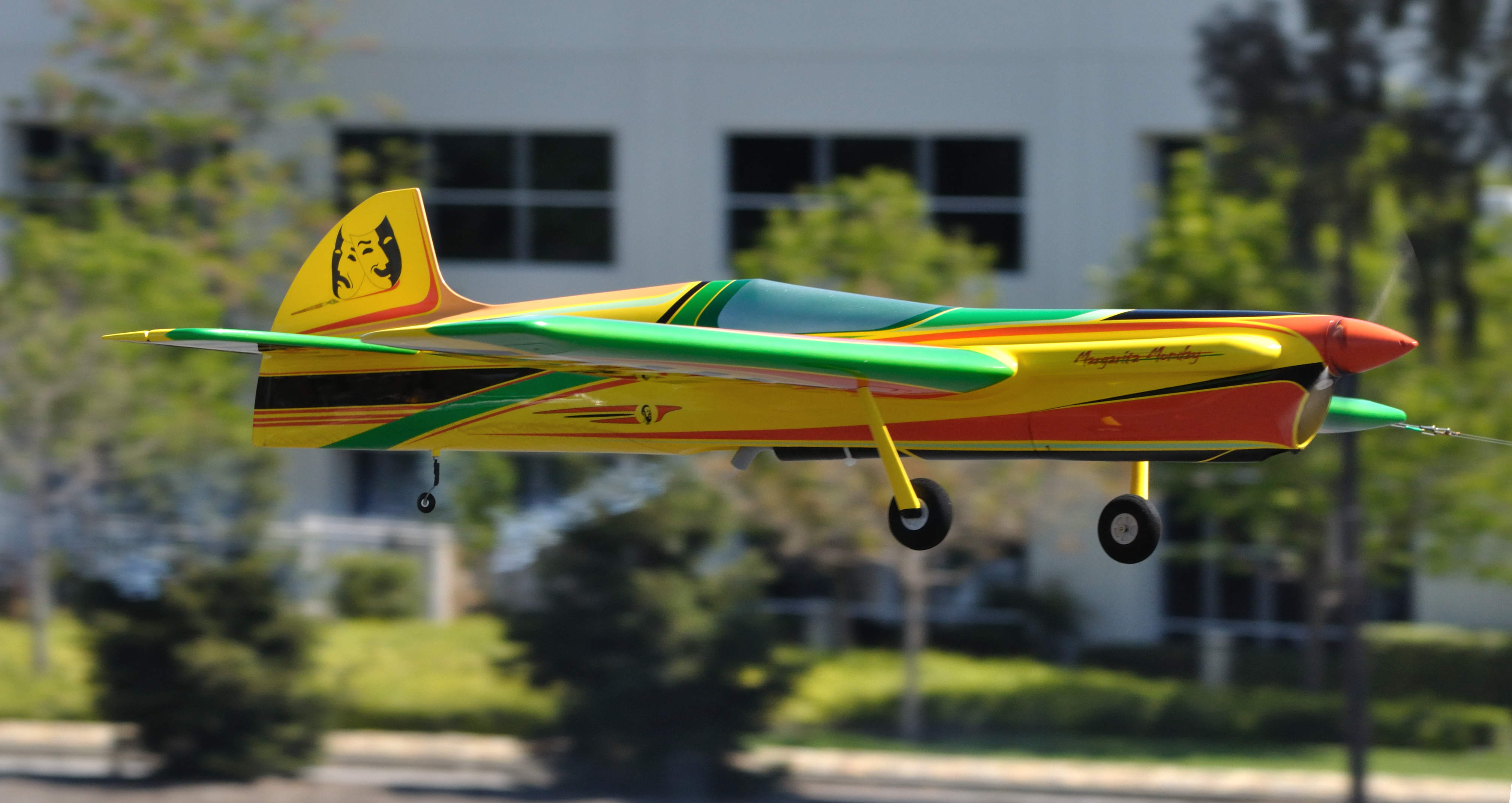
Concours de l'élégance 2008 - le vainqueur est Phil Granderson "Zealot". Le modèle a reçu un score parfait à en juger.

Le vol circulaire a pour désignation internationale toutes les catégories commençant par F2 :
- F2A catégorie de vitesse, 1re catégorie à être codifiée, le but est de réaliser la meilleure vitesse sur 1 km
- F2B catégorie d'acrobatie : programme de figures imposées, notées par un jury
- F2C catégorie de course d'endurance sur 100 tours. Considérée comme la formule 1 du vol circulaire, trois équipes constituées chacune d'un pilote et d'un mécanicien volent en simultanée et doivent réaliser le plus rapidement possible 100 tours
- F2D catégorie de combat : 2 modèles sont opposés. La coupe d'un ruban de papier accroché à chaque modèle détermine le vainqueur
- F2E catégorie de combat diesel : règlement similaire au F2D, mais avec des moteurs type diesel
- F2F catégorie sœur du F2C à l'instar que les modèles sont simplifiés